# 가도카와 쇼텐
카도카와 쇼텐(일본어: 角川書店)은 일본 도쿄도 지요다구에 위치한 출판사 카도카와 퓨처 퍼블리싱의 출판부로, 1945년 11월 10일에 주식회사로 설립되었고, 2013년 10월 1일에 현재의 부서로 전환되었다.

## 연혁
1945년 일본의 국문학자인 카도카와 겐요시(角川源義)가 창업했다. 일본의 국문학 관련 서적에 강점을 갖고 있다. 1970년대에 들어서며, 창업자 미나요시의 아들 카도카와 하루키(角川春樹)가 요코미조 세이시(横溝正史)의 작품을 필두로, 일반 대중을 대상으로 한 가도카와 문고를 통하여 노선의 변경을 추구하였다. 서적, 잡지, 소프트웨어 등의 세가지 주축을 통한 문자 및 영상의 미디어 믹스를 추진하며, 1970년대]] 후반부터는 영화제작에도 진출하여, 일본 영화계에 가도카와 영화의 선풍을 일으켰다. 1980년대부터는 '더 텔레비전' 및 '도쿄 워커' 등의 정보지에도 손을 대기 시작하며, 게임 소프트웨어의 제작에도 참여하게 되었다. 80년대 후반부터는 라이트 노벨을 묶은 스니커 문고 사업을 전개하기 시작하며, 현재 관련회사(미디어 웍스, 후지미 쇼보(富士見書房)) 등을 포함해 라이트 노벨 시장의 일본 최대의 위치를 차지하고 있다.
2003년 4월 1일에는 지주회사 체제로 전환되어, 가도카와 홀딩스(角川ホールディングス, 현 가도카와 그룹 홀딩스(角川グループホールディングス), 도쿄 증권 취급소 1부 상장 9477)으로 사명을 변경하고, 새롭게 '주식회사 가도카와 쇼텐'을 설립하여, 가도카와 홀딩스의 사업을 양도하였다.
새롭게 설립된 가도카와 쇼텐은, 사업재편의 일환으로 분사화가 진행이 되어, 2004년 1월에는 영화제작을 담당했던 엔터테인먼트 부문을, 그룹 산하의 '가도카와 다이에이 영화'(角川大映映画, 현 가도카와 영화)에 양도했으며, 2006년 5월에는 가도카와 더 텔레비전, 가도카와 크로스 미디어 등을 그룹 내 분사화하였다. 2007년에 다시 한번 분할이 일어나, 출판 및 문화 컨텐츠 부문을 가도카와 쇼텐으로, 잡지 부문은 가도카와 매거진즈, 영상 관련 자회사로 가도카와 헤럴드 영화(현 가도카와 영화)로 각각 분할 및 사업 양도가 이루어졌다.

## 연표

### 초대 가도카와 시대
- 1945년 11월 10일 가도카와 미나요시가 가도카와 서점을 창업함.
- 1949년 가도카와 문고(角川文庫)를 간행함. 같은 시기에, 타사에서도 계속해서 문고본이 창간되어, '제2차 문고 붐'(第二次文庫ブーム)이라 일컬어졌다.
- 1952년 '쇼와문학전집'(昭和文学全集, 전 60권)을 발행함. 한권 당 10만부의 판매고를 올려 베스트셀러가 됨. 신초샤(新潮社)의 '현대세계문학전집'(現代世界文学全集)과 함께 전집의 붐을 이끔.
- 1954년 주식회사로 조직을 개편함. 자본금은 385만 엔.
- 1956년 4월, '가도카와 국어사전'(角川国語辞典), 9월에 '가도카와 한화사전'(角川漢和辞典)을 발간하여 사전 출판에 진출함.
- 1957년 고등학교 교과서 '국어(종합)'으로 교과서에도 손을 대기 시작함.
- 1965년 가도카와 하루키가 입사함.
- 1966년 카도카와 쓰구히코(角川歴彦, 창업자 미나요시의 아들, 하루키는 친형임)가 입사함.
- 1971년 가도카와 문고에서 요코미소 세이시의 작품을 간행함. 엔터테인먼트 노선의 개시.
- 1975년 가도카와 미나요시가 사망함. 편집국장이었던 가도카와 하루키가 사장에 취임함.
- 1976년 하루키가 주식회사 가도카와 하루키 사무소를 설립하여, 영화제작과 출판을 연계시켜, 가도카와 영화 붐을 일으킴. 가도카와 문화진흥재단을 설립함.

- 1982년 TV정보지인 '더 텔레비전'을 창간함.
- 1983년 게임잡지 '콤프틱'(コンプティーク)을 창간함. PC 게임과 만화 등 매니아 지향의 미디어 믹스의 발판이 됨.
- 1985년 애니메이션 잡지 '뉴타입'을 창간하여 애니메이션에 진출함. 또한 순정만화 잡지 '월간 ASUKA'를 창간하여 순정만화에도 진출함.
- 1988년 주식회사 가도카와 하루키 사무소를 흡수합병함. 이후 영화제작은 가도카와 서점이 직접 행함. '컴푸티크'의 증간호 형태로 미디어 믹스 만화잡지 '월간 코믹콤프'를 창간함.
- 1990년 도시정보지 '도쿄 워커'(東京ウォーカー)를 창간함.
- 1991년 자회사인 주식회사 후지미 쇼보를 흡수합명함. 가도카와 서점 내의 후지미 사업부로 영엽을 계속함.
- 1992년 부사장이었던 가도카와 쓰구히코가 사임함. 퇴사하여 주식회사 미디어 웍스를 창업함.
- 1993년 가도카와 하루키가 사장직에서 해임당함. 쓰구히코가 고문으로 복귀함. 이후 사장으로 취임함. 가도카와 미디어 오피스, 더 텔레비전 등 관련회사를 흡수합병하여 잡지사업부, 소프트사업부, 잡지 편집부로 둠.
- 1994년 코믹콤프가 휴간함. 소년만화잡지 월간 소년 에이스를 창간함.
- 1995년 주식회사 헤럴드 에이스(ヘラルド・エース)를 산하로 접수함. 신세기 에반게리온이 크게 히트를 침.
- 1998년 11월 도쿄 증권거래소 시장 제2부에 상장함.
- 2002년 영화회사 '다이에이'(大映)를 매수하여, '가도카와 다이에이 영화를 설립함. 주부의 벗 사(主婦の友社)의 산하에 있던 미디어 웍스를 자회사화함.

### 가도카와 홀딩스 시대
- 2003년 4월 1일 주식회사 가도카와 서점을 지주회사 가도카와 홀딩스로 사명 변경함. 출판업무는 새롭게 설립한 '주식회사 가도카와 서점'으로 사업양도를 함.
- 2004년 3월 18일 주식회사 가도카와 홀딩스가 주식을 공개매수하여 미디어 리브스(メディアリーヴス)를 자회사로 둠.
- 2004년 9월 가도카와 홀딩스가 도쿄 증권거래소 시장 제1부로 이동상장함.
- 2005년 10월 1일 가도카와 서점에서 후지미 사업부를 분할함. 새롭게 주식회사 후지미 쇼보를 설립함.
- 2006년 4월 1일 가도카와 서점에서 워커 사업부와 잡지 사업부의 더 텔레비전 부문을 분할함. 워커 사업부와 가도카와 서점 홋카이도(角川書店北海道), 워커 플러스(ウォーカープラス)를 통합하여 '가도카와 크로스미디어'가 설립됨. 더 텔레비전 부문과 가도카와 인터랙티브 미디어(角川インタラクティブ・メディア)를 통합하여 '가도카와 더 텔레비전'(角川ザテレビジョン)을 설립함.

- 2007년 1월 가도카와 서점을 분할하여, 출판 사업부 및 컬처 컨텐츠 사업부를 신설 회사인 '주식회사 가도카와 서점'에, 잡지 사업부를 '가도카와 매거진즈'(角川マガジンズ)에, 영상관련 자회사와 그 관리를 '가도카와 헤럴드 영화'(角川ヘラルド映画)로, 경영관리 및 통합부문을 가도카와 그룹 홀딩스로 각각 계승, 흡수시킴. 남은 출판 판매, 조달 등의 사업 서포트 부문을 '가도카와 그룹 퍼블리싱'(角川グループパブリッシング)으로 사명 변경함. 또한 가도카와 그룹 홀딩스에서 '가도카와 매거진 그룹'(角川マガジングループ)을 분할 설립하여, 가도카와 매거진즈와 가도카와 SS커뮤니케이션즈(角川SSコミュニケーションズ)를 총괄하는 중간 지주회사로 둠.
- 2008년 4월 가도카와 매거진 그룹이 가도카와 마케팅으로 사명 변경, 크로스 미디어 사업의 중간 지주 회사로 탄생.
- 2011년 1월 가도카와 영화 흡수 합병으로 인해 가도카와 영화 브랜드가 부활.

## 가도카와 그룹 계열사 목록
현재까지 가도카와 서점은, 유통 합리화를 목적으로, 별도의 회사에 영업기능을 위탁하는(편집 프로덕션화시키는) 식으로 사실상의 합병을 적극적으로 해왔다.
그러나 주부의 벗 사(主婦の友社 슈후노도모샤[*])와는 제휴 단절 후 기소문제로 이어지고, 베넷세코퍼레이션, 아티스트 하우스 등과도 제휴가 종료되는 등 문제점 또한 내포하고 있다.
- 가도카와 그룹 퍼블리싱(角川グループパブリッシング)
  - 가도카와 출판판매 (角川出版販売)
- 가도카와 서점
  - 가도카와 학예출판 (角川学芸出版)
  - 갸라아니 (キャラアニ), 구 캐릭터 앤드 애니메이션 닷 컴(キャラクター・アンド・アニメ・ドット・コム)
  - 가도카와 디직스(角川デジックス 가도카와 데지쿠스[*])
  - 키즈넷(キッズネット 기즈넷토[*])
  - 가도카와 제이콤 미디어(角川ジェイコム・メディア 가도카와 제이코무 메디아[*])
  - 타이완 국제 가도카와 서점 (台湾国際角川書店)
  - 타이완 아니메이트(台湾アニメイト 다이완 아니메이토[*])
- 가도카와 프로덕션(角川プロダクション) - 가도카와 그룹의 컨텐츠 판권 관리 및 영업을 총괄하고 있음.
- 미디어 웍스(メディアワークス 메디아와쿠스[*]) - 독자적인 영업부가 존재하나, 주문은 대부분 가도카와 그룹 퍼블리싱이 대신 받고 있음.
  - 토이즈 웍스(トイズワークス 도이즈와쿠스[*])
  - 데이텀 폴리스타(データム・ポリスター 데타무 포리스타[*])
- 후지미 쇼보(富士見書房) - 구 가도카와 서점 후지미(富士見) 사업부
- 가도카와 매거진 그룹(角川マガジングループ) - 잡지 부문의 총괄 중간 지주회사
  - 가도카와 SS커뮤니케이션즈(角川SSコミュニケーションズ) - 구 SS커뮤니케이션즈, 세존 그룹으로부터 양도받음
    - 키네마 순보(キネマ旬報 키네마 쥰포[*]) - 풋 노트 산하

  - 가도카와 매거진즈(角川マガジンズ)
- 미디어 리브스(メディアリーヴス)
  - 아스키(アスキー) - 독자 영업부가 존재하며, 주문 또한 직접 받고 있음.
    - 아스키 솔루션즈(アスキーソリューションズ)

  - 엔터 브레인(エンターブレイン) - 아스키와 같은 영업 체제를 갖춤.
    - 사루가쿠초(猿楽庁)
- 빌딩 북센터(ビルディング・ブックセンター) - 가도카와 그룹의 제본, 물류, 수주 등의 사업 서포트를 담당함.
- 가도카와 영화(角川映画 가도카와 에이가[*])-2006년 3월 1일에 구 가도카와 영화(가도카와 다이에이(角川大映)와 가도카와 헤럴드 픽처즈(角川ヘラルド・ピクチャーズ) (구 일본 헤럴드 영화 (日本ヘラルド映画)가 합병하여 발족됨. 2007년 3월 1일 회사 이름을 변경함.
  - 가도카와 엔터테인먼트(角川エンタテインメント) - 영화 사업을 가도카와 본사로부터 양도받음.
  - 일본 영화 펀드(日本映画ファンド 니혼에이가환도[*])
  - 엔젤 시네마(エンジェル・シネマ)
  - 가도카와 시네플렉스(角川シネプレックス) - 구 헤럴드 엔터프라이즈
  - 유나이티드 시네마(ユナイテッド・シネマ) [[스미토모 상사] 그룹 산하
  - 글로비전(グロービジョン)
  - 시네마 파라다이스(シネマ・パラダイス)
  - 어스믹 에이스 엔터테인먼트(アスミック・エースエンタテインメント)
  - 일본영화위성방송(日本映画衛星放送 니혼에이가에이세이호소[*])
  - 가도카와 픽처즈 USA(カドカワピクチャーズUSA)
  - 가도카와 홀딩스 US in KongKong
  - 가도카와 홍콩(角川香港)
  - 인터콘티넨털 그룹(インターコンチネンタルグループ)
- 가도카와 더 텔레비전(角川ザテレビジョン)
- 가도카와 크로스미디어(角川クロスメディア)
  - 무비 타임(ムービータイム)
- 가도카와 미디어 하우스(角川メディアハウス)
- 가도카와 모바일(角川モバイル)
  - 워즈기어(ワーズギア)
  - 소넷 가도카와 링크(ソネット・カドカワ・リンク) - 소넷 엔터테인먼트(ソネットエンタテインメント) 및 덴쓰 이 링크(電通イー・リンク)가 합병한 회사
- 가도카와 홀딩스 US
- 가도카와 홀딩스 차이나

## 간행 출판물 및 게임 소프트웨어

### 정보 잡지
- 더 텔레비전(ザテレビジョン, 주간, 월간)
- 더 하이비전(ザハイビジョン)
- 도쿄 워커(東京ウォーカー), 간사이 워커(関西ウォーカー)를 비롯한 각 지역판 '워커'지 (격주간)
- CD데이타(CDでーた, 월간)
- DVD&비디오 데이터(DVD&ビデオでーた)
- 별책 가도카와(別冊カドカワ)
- 야성시대(野性時代)
- 하나지칸(花時間)

### 주요 만화 잡지
- 월간 소년 에이스(月刊少年エース, 매월 26일 발매)
- 월간 건담 에이스(月刊ガンダムエース, 매월 26일 발매)
- 4코마 nano 에이스(4コマnanoエース, 매월 09일 발매)
- 월간 뉴타입(月刊ニュータイプ, 매월 10일 발매)
- 뉴타입 에이스(ニュータイプエース, 매월 10일 발매)
- 알티마 에이스(アルティマエース, 짝수월 18일 발매)
- 사무라이 에이스(サムライエース, 짝수월 26일 발매)
- 월간 뉴타입 로망스(月刊ニュータイプ＊ロマンス)
- 냥타입(娘TYPE, 4월 30일 창간호 발매, 비정기간행물)
- 월간 콤프틱(月刊コンプティーク, 매월 10일 발매)
- 월간 콤프에이스(月刊コンプエース, 매월 26일 발매)
- 케로케로 에이스(ケロケロエース, 매월 26일 발매)
- 특촬 에이스(特撮エース, 매월 1일 발매)
- 코믹 차지(コミックチャージ, 격주 첫째 및 세째 주 화요일 발매)
- 월간 아스카 (매월 24일 발매)
- 케로로 랜드
- 더 스니커즈
- 월간 카도카와
- 에메랄드(일본어판) (2014년 8월말 발간예정 *일본기준)

### 문고 서적
- 가도카와 문고(角川文庫)
  - 가도카와 소피아 문고(角川ソフィア文庫)
  - 가도카와 호러 문고(角川ホラー文庫)
  - 가도카와 스니커 문고(角川スニーカー文庫)
  - 가도카와 빈즈 문고(角川ビーンズ文庫)
  - 가도카와 루비 문고(角川ルビー文庫)
  - 가도카와 틴즈루비 문고(角川ティーンズルビー文庫) - 휴간 중
  - 가도카와 미니 문고(角川ミニ文庫) - 휴간 중
  - 가도카와 텔레비전 문고(ザテレビジョン文庫) - 휴간 중
  - 가도카와 츠바사 문고(角川つばさ文庫)

### 기타 문서
- 일본 고등학교 교과서
  - '고등학교 현대문'(高等学校 現代文)
- 사전류

## 미디어 웍스 문제
1992년, 당시의 사장이었던 가도카와 하루키(角川春樹)의 밑에서 부사장으로 있었던 동생 가도카와 쓰구히코(角川歴彦)가, 형 하루키와의 노선 대립 문제로 인해 돌연 사임을 하여, 주식회사 미디어 웍스를 설립하였다. 이로 인해 쓰구히코가 사장으로 있었던 가도카와 미디어 오피스의 직원들이 반발하여, 퇴사후 미디어 웍스로 이적하는 등의 분열사태가 발생했다.
그 후 하루키가 코카인의 밀수 용의로 체포되어, 사장직에서 해임되었을 때, 쓰구히코가 미디어 웍스의 사장을 겸직하는 형식으로 가도카와 서점에 복귀하여, 결국 미디어 웍스를 가도카와 서점의 실질상의 자회사로 두는 것으로 매듭지어졌다. 그 후 쓰구히코는 가도카와 홀딩스의 회장으로 취임하였다.
이로 인해, 만화, 라이트 노벨 부문에서 가도카와 서점과 미디어 웍스가 중복되는 분야가 발생하였다. 여기에 패미통 등의 게임 잡지를 발행하던 미디어 리브스(아스키 그룹)가 가도카와 그룹에 편입되면서, 분야의 중복은 심화되었다.(미디어웍스의 '전격'(電撃) 시리즈)

## 같이 보기
- 뉴타입
- 아스키
- 가도카와 다이에이